# (4838) Billmclaughlin
(4838) Billmclaughlin es un asteroide perteneciente al cinturón de asteroides, descubierto el 2 de julio de 1989 por Eleanor F. Helin desde el Observatorio del Monte Palomar, Estados Unidos.

## Designación y nombre
Designado provisionalmente como 1989 NJ. Fue nombrado Billmclaughlin en honor al técnico "William I. McLaughlin" por su jubilación en el Jet Propulsion Laboratory, donde hizo contribuciones innovadoras para muchos proyectos, incluyendo Vikingo, el Seasat, el satélite astronómico infrarrojo y Voyager (Urano), y a la gestión de dos secciones técnicas.

## Características orbitales
Billmclaughlin está situado a una distancia media del Sol de 2,352 ua, pudiendo alejarse hasta 2,689 ua y acercarse hasta 2,015 ua. Su excentricidad es 0,143 y la inclinación orbital 8,876 grados. Emplea 1317 días en completar una órbita alrededor del Sol.

## Características físicas
La magnitud absoluta de Billmclaughlin es 13. Tiene 10,251 km de diámetro y su albedo se estima en 0,143. Está asignado al tipo espectral Xc según la clasificación SMASSII.